# El sabor salado universal
El sabor salado universal (en japonés Doitsu Kanmi Gosho) es un gosho de Nichiren. La fecha y el destinatario son desconocidos, así como las razones por las que fue escrito. Su nombre se debe a que durante la mayor parte de la carta Nichiren describe a través de una alegoría en la cual enseña cómo todas las aguas se vuelven saladas. El agua serían las personas y el sabor salado la budeidad, lo que representaría que todas las personas se volverán Budas.

## Datación
La oración «Aquel que sostiene el Sutra del loto y es sometido a prisión» y «Condenar a aquel que sostiene el loto» indica que Nichiren Daishonin escribió esta carta cuando él o sus discípulos estaban bajo persecución.
Existen varios puntos de vista respecto al año en que fue escrita. Uno, el Daishonin estaba en su exilio en Izu. Otro en 1271 cuando estaba en su exilio en Sado. Un tercero durante el peor periodo de la persecución de Atsuhara. 

## Contenido
En esta carta, Daishonin dice que hay seis tipos de sabores, del cual el salado es él más importante. Según él, sin sal cualquier comida sería insípida. Al emplear esta comparación, el Daishonin está indicando que ninguno de los sutras asume su verdadero significado a menos que esté basado en la verdad revelada en el Sutra del loto. Luego el cita las ocho cualidades místicas del océano enumeradas en el Sutra del nirvana. Pero mientras el Sutra del nirvana en realidad aplica estas cualidades para sí mismo, Daishonin asevera que este las usa para reconocer la superioridad del Sutra del loto.
En la sección final, el Daishonin compara la sal en la jarra (o en el tubo de las vainas en escabeche) con un seguidor del Sutra del loto, y la sal en el océano, con Shakyamuni. La salmuera en la jarra o tubo refluye y fluye exactamente como el océano lo hace, y por esta analogía, encarcelar al devoto del Sutra del loto es encarcelar al Buda Shakyamuni.